# Ipomoea luteoviridis
Ipomoea luteoviridis är en vindeväxtart som beskrevs av Erik Leonard Ekman och Leonard. Ipomoea luteoviridis ingår i släktet praktvindor, och familjen vindeväxter. Inga underarter finns listade i Catalogue of Life.